# 全國集會
全國集會（挪威語：Nasjonal Samling），又譯全國團結或民族團結，是挪威历史上的一个法西斯主义政党，由维德孔·吉斯林建立於1933年。在1945年，第二次世界大戰結束後解散。

## 歷史
1933年，時任挪威國防大臣的维德孔·吉斯林退出了農業黨，組建全國團結黨，透過打壓左翼政治獲得聲量，但仍然未能进入挪威議會。
1940年，德意志國發動威悉演習行動，入侵丹麥王國與挪威王國。德國入侵挪威後，吉斯林發動政變試圖推翻挪威王國，但因德方拒絕支持他領導的政府，政變就此失敗。
1942年，在挪威總督府與德意志國的監督下，挪威國民政府成立，全國集會成為挪威唯一合法政黨，吉斯林在扶植下出任挪威首相，但沒有任何實權。